# Pat Meehan
Patrick Leo Meehan, detto Pat (Cheltenham Township, 20 ottobre 1955), è un politico statunitense, membro della Camera dei Rappresentanti per lo stato della Pennsylvania dal 2011 al 2018.

## Biografia
Nato e cresciuto in Pennsylvania, da ragazzo Meehan fu arbitro per la National Hockey League e successivamente si laureò in legge alla Temple University. Dagli anni settanta collaborò con alcuni politici del Partito Repubblicano in veste di consulente.
Nel 1995 venne eletto procuratore distrettuale della Contea di Delaware, carica che mantenne per cinque anni: durante questo periodo si occupò di vari casi giudiziari, tra cui l'omicidio del lottatore Dave Schultz. Nel 2001 il Presidente George W. Bush lo nominò procuratore federale, incarico che rivestì per i successivi sette anni.
Nel 2010 si candidò alla Camera dei Rappresentanti per il seggio lasciato dal democratico Joe Sestak e riuscì a farsi eleggere. Nelle successive tre tornate elettorali venne sempre riconfermato dagli elettori.
Nel 2018 rassegnò le proprie dimissioni dopo il coinvolgimento in uno scandalo: denunciato per molestie sessuali da una collaboratrice, Meehan fu accusato di averle versato un risarcimento danni utilizzando fondi pubblici.
Ideologicamente Meehan si configura come un repubblicano moderato.